# П'яний корабель

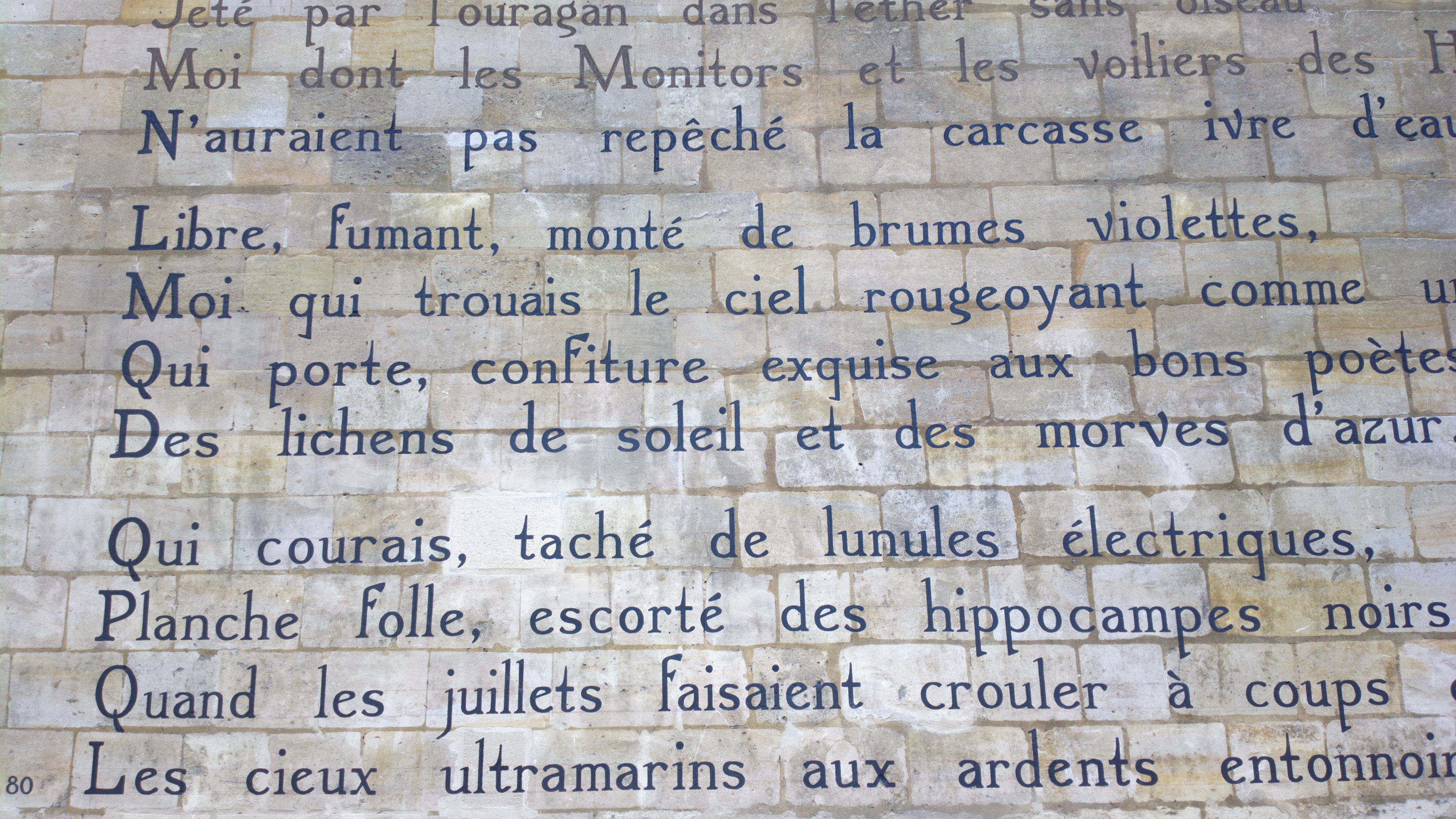
Уривок з поеми на стіні вулиці Rue Férou, в Парижі

«П'яний корабель» (фр. Le Bateau ivre) — віршована поема  французького поета-символіста Артюра Рембо, яка написана ним у 17-ти річному віці 1871 року в Шарлевілі.
У центрі твору — символічний образ корабля-людини, що ототожнюється із самим поетом.
Поява цього твору визначила формування нової поетичної системи, яку характеризують посиленням метафоричності, появою «зашифрованих образів», які допомагають уявити невимовне.
Поема складається з 25-ти олександрійських катренів зі схемою римування абаб.
| Où, teignant tout à coup les bleuités, délires Et rythmes lents sous les rutilements du jour, Plus fortes que l'alcool, plus vastes que nos lyres, Fermentent les rousseurs amères de l'amour ! | Там, раптом синяві підфарбувавши вири, Повільні ритми й шал у днину осяйну, П'янкіші од вина, потужніші за ліри, Витворюють гірку любовну рябизну! |  |

## Українські переклади
Поема Артюра Рембо «П'яний корабель» була перекладена українською Юрієм Кленом, Василем Бобинським, Олегом Зуєвським, Миколою Терещенком та Всеволодом Ткаченком та ін. За свідченням Олега Зуєвського, ще у 1980-ті роки існувало більше десятка перекладів українською мовою цього програмного твору Рембо.
- Чотири переклади «П'яного корабля» вміщено у виданні: Артюр Рембо. П'яний корабель. Київ: Дніпро, 1995.
- Переклад Зуєвського вміщено у виданні: Олег Зуєвський. Я входжу в храм… Поезії. Переклади. Статті. Матеріали до біографії. — Київ: Видавничий дім «Києво-Могилянська академія», 2007. — с. 356.